# Сарабури (провинция)
Сара́бури (тайск. สระบุรี) — провинция в центральной части Таиланда. Расположена на восточной стороне долины река Чаупхрая. Восточная часть провинции занята высокими равнинами и плато, западная — низменными равнинами. Площадь — 3 576,5 км², население — 715 404 человек (2010). Средняя плотность населения составляет 200,00 чел./км². Административный центр провинции — город Сарабури, расположен в 108 км от Бангкока. В Сарабури расположены 2 национальных парка.

## Административное деление

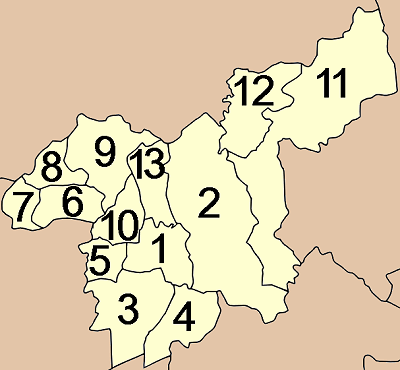
Административное деление провинции Сарабури

Подразделяется на 13 округов (ампхе), которые в свою очередь делятся на 111 тамбонов и 965 деревень.
| 1. Mueang Saraburi 2. Kaeng Khoi 3. Nong Khae 4. Wihan Daeng 5. Nong Saeng 6. Ban Mo 7. Don Phut | 1. Nong Don 2. Phra Phutthabat 3. Sao Hai 4. Muak Lek 5. Wang Muang 6. Chaloem Phra Kiat |

## Достопримечательности

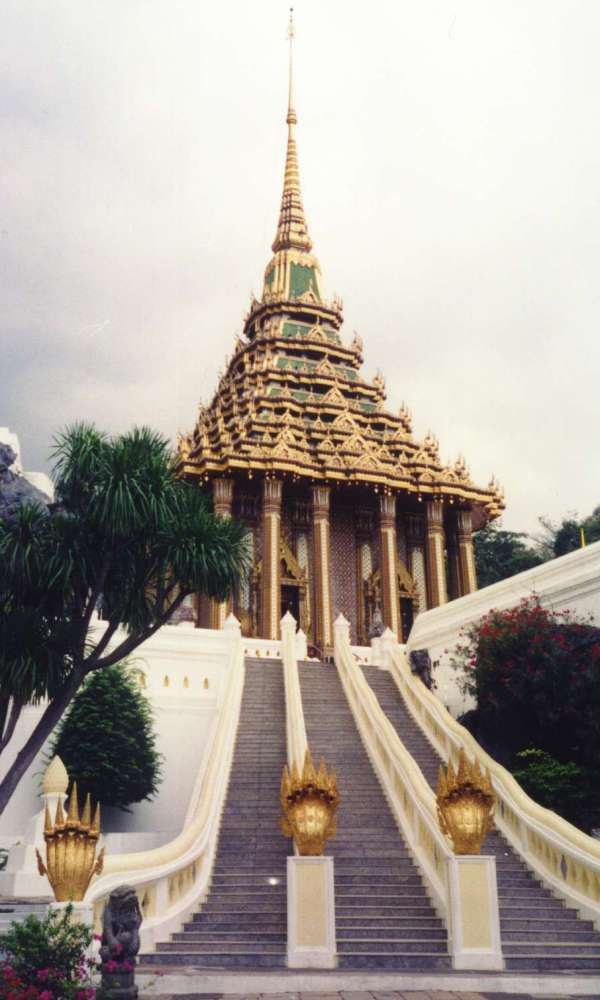
Wat Phra Phutthabat

Среди достопримечательностей провинции стоит отметить важный буддийский храм Wat Phra Phutthabat, построенный при короле Сонгтхаме в XVII веке. Это наиболее популярное место паломничества в центральном Таиланде.